# 王村站
王村站是一个胶济线上的铁路车站，位于山东省淄博市周村区王村镇，建于1904年，目前为四等站，邮政编码为255311。目前客运：办理旅客乘降；行李、包裹托运；货运：办理整车、零担货物发到；危险货物仅办理农药、化肥发到。